# Cultura wari
La cultura wari o huari fue una civilización andina que floreció en el centro de los Andes aproximadamente desde el siglo VII hasta el XIII d. C., llegando a expandirse desde las actuales regiones peruanas de Lambayeque por el norte, Moquegua por el sur y hasta la selva del departamento del Cuzco por el este.
La ciudad más grande asociada con esta cultura es Wari, que se encuentra ubicada unos 20 kilómetros al noroeste de la actual ciudad de Ayacucho. Esta ciudad fue centro de un imperio que cubría la mayor parte de la sierra y la costa del Perú actual. El Imperio wari estableció centros arquitectónicos distintivos en muchas de sus provincias, tales como Cajamarquilla o Piquillacta. Es, junto al Imperio incaico, una de las dos únicas culturas consideradas «imperiales» aparecidas en el hemisferio sur.
Su principal actividad era de carácter militar. Combatieron a lo largo y ancho del territorio peruano, conquistando los diversos señoríos de su tiempo. También tuvieron grandes centros religiosos como Pachacámac en Lima.

## Historia

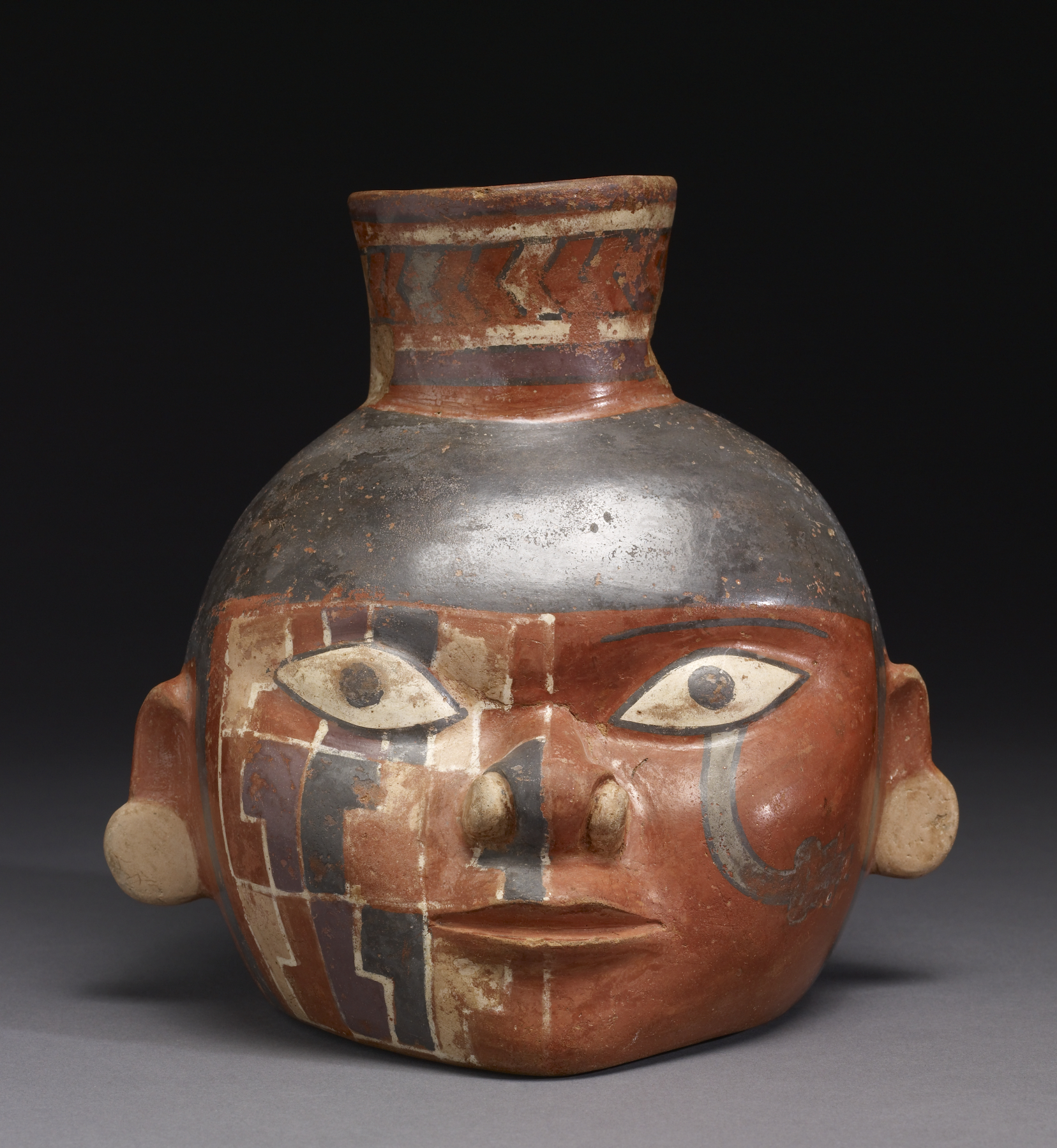
Vasija wari pintada con forma de cabeza (Museo Walters de Arte).

La evidencia arqueológica apunta que los waris tomaron el control de una serie de pequeños pueblos en el valle de Ccarahuarazo en Ayacucho aproximadamente en el año 600 d. C., durante la expansión inicial del imperio. La incursión provocó el abandono de varias de las aldeas existentes en el valle, y una fue parcialmente destruida para dar cabida a un centro administrativo wari conocido como Jincamocco. Los wari introdujeron la agricultura en terrazas en el área (andenes), cambiando los cultivos básicos del valle de tubérculos y maíz. Se han encontrado estructuras de almacenamiento wari en el área, aparentemente «emparejadas» con algunos de los sitios agrícolas de las aldeas restantes; probablemente se usaron para almacenar ambos cultivos básicos. La ocupación wari del valle de Ccarahuarazo duró hasta aproximadamente el año 800 d. C., lo que provocó el abandono de la mayoría de los sitios del valle después de esa época.
Desde un inicio, los waris expandieron su territorio para incluir el antiguo oráculo de Pachacámac, aunque parece haber permanecido en gran parte autónomo. Más tarde, los wari se convirtieron dominantes en gran parte del territorio de las culturas moche, recuay, lima y nazca. Se ha debatido el motivo de esta expansión; se cree que fue impulsado por la conversión religiosa, la difusión del conocimiento agrícola (específicamente la agricultura en terrazas), o conquista militar. El militarismo y la amenaza/violencia asociada que lo acompaña han desempeñado un papel constante en la expansión y el mantenimiento de los imperios antiguos, y wari no es una excepción. La evidencia de la violencia presente en la cultura wari es más visible en la ciudad de Conchopata.
Como resultado de siglos de sequía, la cultura wari comenzó a deteriorarse alrededor del año 800 d. C. Los arqueólogos han determinado que la ciudad de Wari se despobló dramáticamente hacia el año 1000 d. C., aunque continuó ocupada por un pequeño número de grupos descendientes. Los edificios en Wari y en otros centros gubernamentales tenían puertas que fueron bloqueadas deliberadamente, como si los wari tuvieran la intención de regresar, algún día cuando regresaron las lluvias. Sin embargo, cuando esto sucedió, los wari se habían desvanecido de la historia. Mientras tanto, los menguantes residentes de las ciudades waris cesaron todas las construcciones importantes. La evidencia arqueológica muestra niveles significativos de violencia interpersonal, lo que sugiere que las guerras y las incursiones aumentaron entre grupos rivales tras el colapso de la estructura del Estado Wari.

### Periodificación de la cultura wari
La cultura wari fue una cultura política y social estatal que surge entre el 550 d. C. y el 900 d. C. (aunque existen discrepancias sobre los fechados entre algunos investigadores). Dorothy Menzel dividió a la cultura wari en 4 etapas : 1A, 1B, 2A, 2B, 3 y 4.

#### La etapa 1A

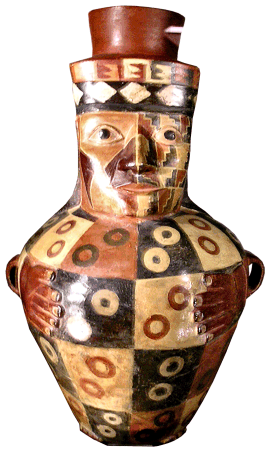
Huaco wari.

En la etapa 1A surge la ciudad capital denominada Wari, que dio el nombre a esta cultura. En este periodo se nota una elevada influencia de la mitología tiahuanacota deducida de las vasijas halladas en Conchopata (Ayacucho), en donde se representa repetitivamente el tema plasmado en la Portada del Sol de Tiahuanaco.
Existen dos estilos alfareros waris representativos de este periodo, denominados «qonchopata» y «chakipampa A». La influencia tiahuanacota se evidencia también en el templete semisubterráneo encontrado en la ciudad de Wari. También durante este periodo destacan enclaves en la costa de Ica y Moquegua.

#### La etapa 1B
En esta etapa la característica principal son los grandes cambios en la estructura sociopolítica wari. La ciudad de Wari crece debido a la migración procedente de las zonas rurales. En el campo político, el Estado wari se fortalece y se expande; se desarrollan los centros provinciales de Honcopampa y Huilcahuaín, en el callejón de Huaylas; Huiracochapampa y Marcahuamachuco, en La Libertad, y Piquillacta, en el Cuzco. Evidencias arqueológicas afirman el posicionamiento wari en la costa central y sur; y algunas evidencias arqueológicas en el valle del Santa.
Asimismo se fundan sitios como Huarihuilca, Jincamoco y Waywaka, todos estos sitios estuvieron interconectados por redes viales.
Los sitios al norte de Wari evidencian la adaptación de los estilos arquitectónicos de los waris a los estilos locales, alterando algunos conceptos y asimilando otros.
En la alfarería destacan los estilos denominados «robles moqo», «chakipampa B» y «pacheco», este último asociado a un sitio arqueológico de importancia en la zona de Nazca.

#### Las etapas 2A y 2B
Durante la etapa 2A y 2B existen evidencias de una reestructuración política y una última expansión; destacando por centralizar aún más el poder en la ciudad de Wari. Esto origina que la ciudad alcance su máxima extensión y su mayor índice demográfico, naciendo nuevas urbes periféricas como Jargampata y Azángaro en San Miguel y Huanta respectivamente.
Los estilos alfareros predominantes durante el periodo 2A fueron «viñaque», «atarque» y «pachacamac». Surgen además los sitios costeños de Socos (en el valle del río Chillón) y Conoche (en Topará).
En la época 2B, la cultura wari se expande hasta la ciudad de Cajamarca, se consolida en la serranía de La Libertad y Moquegua, y avanza hasta Sicuani.
En cuanto a religión, el sitio de Pachacámac gana prestigio durante el periodo 2A, y para el periodo 2B propaga su influencia estilística hacia la zona de Ica y Huancayo.

#### Etapas 3 y 4
Estas son las etapas de la decadencia de la cultura wari. En la etapa 3 se inicia la decadencia de la ciudad de Wari; sin embargo el sitio de Pachacámac mantiene su prestigio religioso, además de surgir en Huarmey un sitio influenciado en la arquitectura por los waris.
En la etapa 4 se inicia un periodo de desecamiento de la sierra, un cambio climático que perduraría por un largo espacio de tiempo y que posiblemente sea la causa del colapso del Estado panandino wari.

## El Imperio wari (600 a 1200d.C.)

La expansión aproximada del Imperio wari en América Latina ca. 800 dC

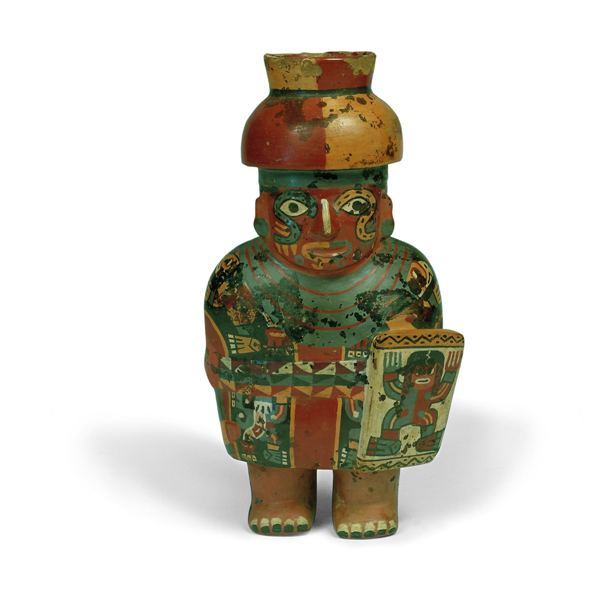
Jarrón antropomorfo. El jarrón representa a un guerrero con pinturas faciales, un tocado semiesférico y una túnica elaborada.

La presencia del dios de los báculos en las vasijas rotas wari, que se asemeja a una divinidad que aparece grabada en la «Puerta del Sol» de Tiahuanaco, indicaría influencia cultural tihuanaquense. Esta imagen aparece dibujada en unas grandes urnas ayacuchanas que se conocen como estilo conchopata, pues este es el sitio donde se les encontró por primera vez. La influencia de Tiahuanaco, así como la de Nazca sería crucial en la formación cultural y religiosa de esta cultura.
En Ayacucho existió la cultura huarpa, que desarrolló importantes contactos económicos con los nazcas, permitiendo que en Ayacucho se produjera un notable desarrollo de la producción artesanal y cultural. Los huarpas abandonaron sus pueblos para reunirse en la ciudad de Wari y otras cercanas. Estos pobladores tenían una larga tradición militar debido a las constantes luchas por los recursos en las montañas.
Estas son las condiciones que permiten el tránsito de huarpa a wari, entre los años 560 a 600; se desarrolló una cerámica ceremonial conocida como «robles moqo» que tiene un área mayor, que involucra al menos las regiones de Ayacucho, Ica, Nazca, el valle del Santa y por la sierra hasta el Callejón de Huaylas.
En la ciudad de Wari se pueden observar edificaciones monumentales como edificios públicos de varios tipos, mausoleos, templos y residencias, siendo las más conocidas las del sector denominado Uspa Qoto, Capillayoq, en el sector llamado Cheqowasi hay unas cajas de piedra muy bien labradas, son una especie de mausoleos con varias cámaras; son subterráneos.
Debieron servir para la preservación de cadáveres de importantes dignatarios de la ciudad. Al pie de los muros que delimitan los edificios hay una gran red de canales para el abastecimiento del agua.
Cubre una extensión aproximada de 120 hectáreas en su parte más densa, donde vivieron algunos miles de familias. La ciudad está construida con piedras rústicas, con murallas muy altas hechas de piedra y barro, con terrazas y plataformas hechas también con ese material.
En la ciudad de Wari se producía fina cerámica policroma, bellos tejidos también polícromos, pequeñas esculturas de turquesa, joyas y otras artesanías.

### Influencia tiahuanaco

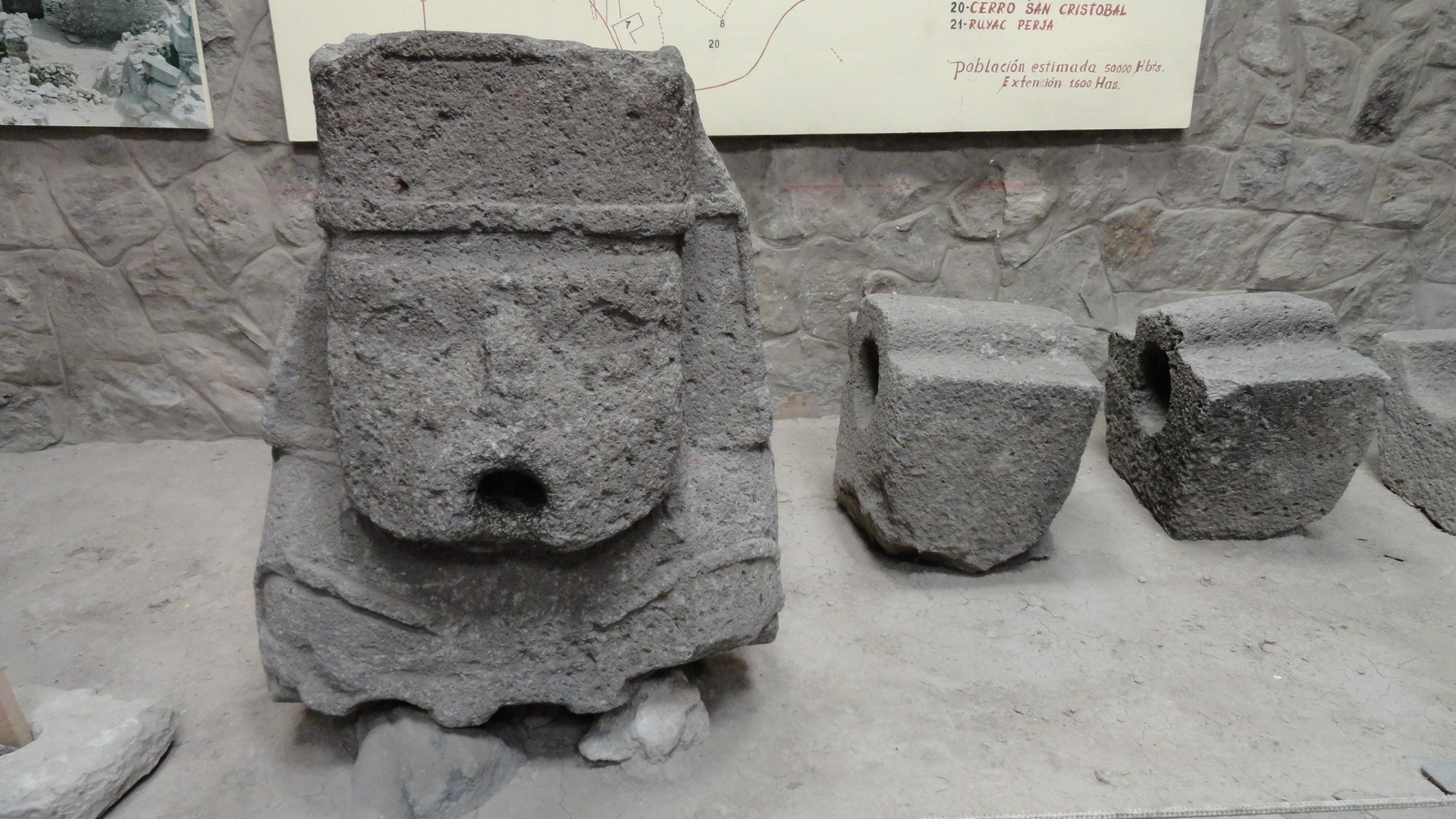
Monolitos waris, en Ayacucho (Perú).

La cultura tiahuanaco se desarrolló en el altiplano andino entre los años 1580 a. C.
Influenció en los waris sobre todo en el aspecto religioso y cultural. En algunas de sus cerámicas se aprecia la representación de divinidades con rasgos antropomorfos y zoomorfos, similar a Wiracocha (dios de los báculos) de los tiahuanacos. Esta divinidad se ve en las culturas posteriores tiahuanacas, que aparece representado en la conocida Puerta del Sol, ubicada en el complejo de Kalasasaya (en Bolivia).

#### Monolitos
Los monolitos waris tienen influencia tiahuanacota, sin embargo sus personajes no muestran las posiciones severas que caracterizan a los monolitos de la civilización del collao.
A diferencia de los monolitos de Tiahuanaco, no portan cetros ni armas, y además son robustos. La similitud con Tiahuanaco son los lagrimones en los ojos (presentes también en los monolitos de Ponce y Bennet).
Los monolitos waris descansan sobre un pedestal y se guardaban en una antigua hacienda en Huacaurara hasta su traslado a la ciudad de Ayacucho, en donde se conservan en la actualidad.

### Expansión wari

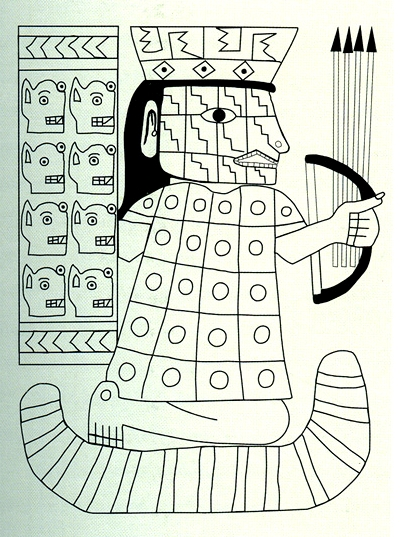
Arquero wari.

Dentro de las tres grandes épocas de los waris, la segunda época (siglo VII a X) es de máximo apogeo y está representado por el estilo de cerámica llamado propiamente wari, con sus variedades regionales:
- Viñaque,
- Atarco,
- Pachacámac,
- Qosqopo, y otros.

Esta es la época imperial wari, cuando su expansión alcanza Lambayeque y Cajamarca (por el Norte) y llega hasta Moquegua y Cuzco (por el Sur). Desde Cuzco hasta Chile y este de Bolivia se extendía Tiahuanaco.
Los waris lucharon y conquistaron los pueblos cercanos mediante un ejército cuyas principales armas fueron las hachas de piedra, porras de metal, arcos y flechas. Los waris introducen una concepción nueva de la vida urbana, implantando el modelo de gran centro urbano amurallado.
Las ciudades waris más conocidas son Piquillacta (en el Cuzco) y Huiracochapampa (en Huamachuco), que a su vez son los territorios extremos del imperio.
La ciudad de Wari basó principalmente su economía en la explotación imperial, es decir en la explotación de las colonias que fue conquistando mediante la guerra, tanto los tributos de las colonias como otros factores de dominación, permitieron el mantenimiento de esta gran ciudad.
La tercera época es de declinación y descomposición política económica de los waris, con el abandono de la ciudad y la pérdida de su control sobre las antiguas colonias.
Después del siglo XI, los pueblos sometidos al Imperio wari retoman su camino independiente de desarrollo, y Ayacucho ingresa a una etapa de franco subdesarrollo con abandono del patrón de vida urbano y retorno a una reducida población rural aldeana, similar a las tempranas fases de Huarpa.
Las diferentes regiones del imperio se fueron independizando del poder de la capital y finalmente esta quedó abandonada y acabó siendo saqueada. Luego de desaparecer el poder imperial las grandes ciudades fueron abandonadas y en muchas regiones se regresó a la vida basada en aldeas poco desarrolladas. Otras regiones, sin embargo se embarcaron en un nuevo florecimiento regional fundándose de esta manera los reinos y señoríos del período Intermedio Tardío tales como Lambayeque, Chimú, Chancay, Ichsma, Chincha o el señorío inca, etc.
Sin embargo, los enfrentamientos entre estos grupos no acabaron y la formación de ejércitos, batallas e intentos de conquista continuaron hasta el fin del Imperio incaico.

#### Presencia wari en el litoral

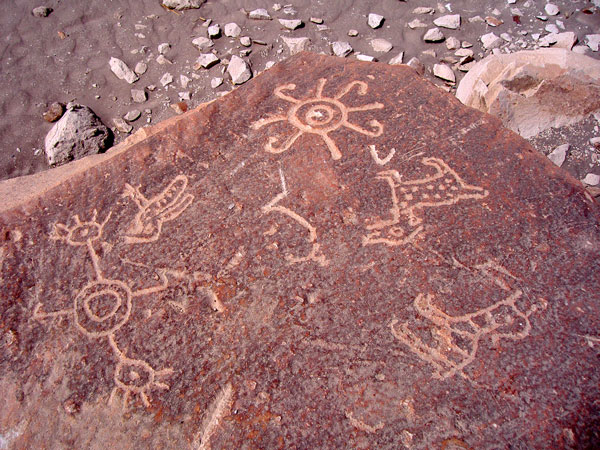
Petroglifos wari en Toro Muerto (Arequipa).

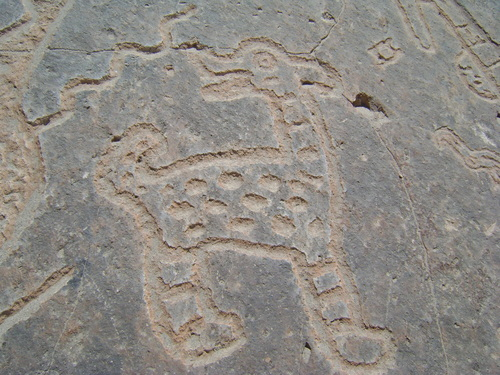
Gato andino en los Petroglifos de Toro Muerto.

La costa de las actuales regiones Ica y Arequipa muestran contactos con las culturas de las serranías contiguas desde tiempos anteriores a los waris, y durante el apogeo de los waris la presencia en esta zona es innegable, aunque las evidencias manifiestan que luego del ocaso de los waris las sociedades de esta zona cambiaron patrones culturales y reorientaron sus contactos hacia otros centros costeros. En esta zona surge el estilo alfarero «atarco» de gran influencia tiahuanacota y que es uno de los estilos característicos del periodo «2A» de Wari.
Pero si bien en la costa sur no se discute la presencia wari, el problema surge al tratar de vincular la cultura wari con las sociedades de la costa central y norte, correspondiente a los departamentos de Lima, Áncash, La Libertad y Lambayeque. En esto existen desacuerdos entre los que investigan estas zonas aunque entre los años 90s e inicios del primer decenio del siglo XXI se han descubierto nuevas evidencias de la incursión wari en la costa de la actual región Lima.
En la costa central del actual Perú floreció la cultura Lima y en la costa norte la cultura Moche, que durante el periodo 1B, 2A y 2B de Wari se evidencian cambios que probarían la injerencia wari a pesar de no encontrarse centros urbanos con características arquitectónicas waris.
En la costa norte los estilos alfareros clásicos de Wari están ausentes, aunque se han encontrado cerámicas waris en tumbas moche, pero a manera de ofrendas. Federico Kauffmann Doig sostiene que la presencia de los waris en el territorio mochica aceleró el proceso de decadencia de esta última en tanto que los mochicas ya se encontraban en un proceso de declive. Esto se evidenciaría a partir de la cerámica moche correspondiente a esta época que deja de ser bicolor y adopta patrones rojo-negro-blanco de Wari. Además el rostro del dios del agua moche tomó características tiahuanacoides traídas al norte por Wari. Y si bien es cierto que no se construyeron centros administrativos, bien pudieron ser administrados desde el centro provincial de Huiracochapampa en la provincia de Sánchez Carrión en las serranías de La Libertad. Aunque la arquitectura wari no se impuso en el territorio moche, existen evidencias que durante el periodo V de Moche (periodo que coincide con la expansión wari) los patrones arquitectónicos de los moches cambiaron, como lo evidencian los restos arqueológicos de «Pampa Grande» y «Galindo».
En el caso de la región Lambayeque, además de la influencia moche y wari, convergen la cultura Cajamarca y otras formas locales, pero existen evidencias de la presencia wari hasta el 850 d. C. aproximadamente, cuando florece en esa zona la denominada cultura Lambayeque, a la que Shimada denomina «Sicán». Esta cultura basa su religión en un dios denominado «Naylamp», que no presenta rasgos ni influencias tiahuanacoides.

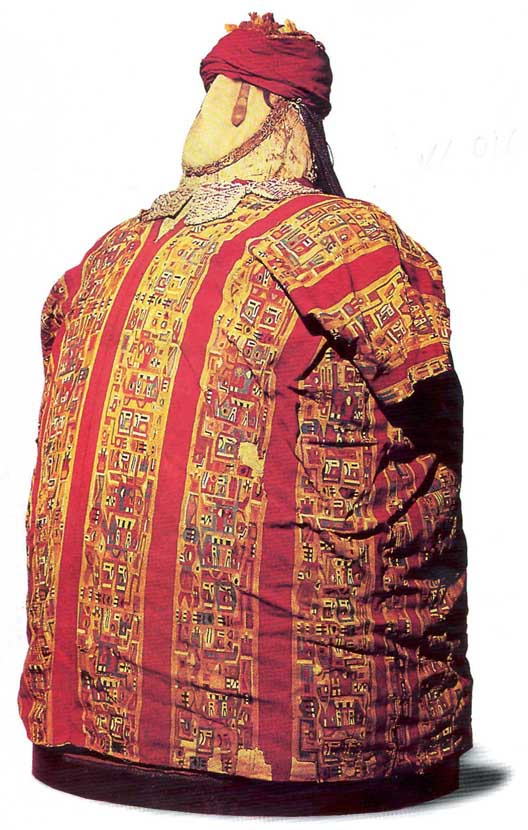
Fardo funerario wari.

Más al sur, en Pachacámac, su oráculo tomó importancia durante el periodo 2 de Wari. Según John Rowe, Pachacámac pudo haber nacido como una colonia que mantuvo vínculos con Wari. Sin embargo no se ha encontrado en Pachacámac la clásica arquitectura wari. Según algunos autores Pachacámac toma independencia de Wari aunque otros asocian la presencia wari en la representación de un ser mitológico denominado «El grifo de Pachacámac» de características ornitomorfas; según las investigaciones de Menzel, los orígenes de este personaje están en Conchopata, otros autores argumentan sus vínculos iconográficos con Tiahuanaco. Luego del ocaso wari, el oráculo de Pachacámac continúa vigente prevaleciendo incluso hasta el tiempo de los incas, de la cual quedan los más evidentes restos arqueológicos en el sitio.
Otro caso de incursión podría representar el sitio de Cajamarquilla, el cual presenta evidencias de haber sido ocupado anteriormente por lo cual algunos autores afirman que fue desocupado antes de los waris y reutilizado por estos; otros autores niegan la incursión wari en Cajamarquilla.
En agosto de 2008 se encontró un fardo funerario wari en la huaca Pucllana al cual se le denominó «La Dama de la Máscara», lo que demostraría que conquistaron a la cultura Lima en sus años de decadencia.[cita requerida]

#### Incursión wari en la selva
El interés de los waris por la selva está ligado al consumo y producción de la hoja de coca. Existen evidencias del ingreso de la cultura wari por la cuenca del río Apurímac; esta incursión se dio para el manejo de áreas de cultivo de cocales, estos cultivos fueron manejados desde los sitios de «Vista Alegre» y «Palestina», ambos investigados por S. Raymond.
«Vista Alegre» y «Palestina» fueron dos centros construidos bajo los patrones arquitectónicos clásicos de wari, que tuvieron una extensión entre 15 y 30 hectáreas y que a su vez articularon otros centros administrativos más pequeños en la cuenca del río Apurímac. Estos dos centros distan 20 km el uno del otro; «Vista Alegre» a la margen izquierda río abajo y «Palestina» en la margen contraria; sus restos arqueológicos no se encuentran bien conservados pero la cerámica hallada tiene similitud con la hallada en Jargampata y Wari; por otra parte sus construcciones cuadrangulares y sus edificios ortogonales son clásicos de la arquitectura wari.
La colonización de la selva por parte de los waris fue una labor costosa por tratarse de un territorio de difícil acceso, lo que manifiesta una administración eficiente y un poder muy centralizado.
Además de la hoja de coca, también se cree que los waris pudieron estar interesados en los cultivos de algodón, plumas y aves exóticas, monos, plantas alucinógenas y patas de tapir; esto se deduce debido a que estos elementos estuvieron asociados al arte y la cultura en la ciudad de Wari.

## Política y economía

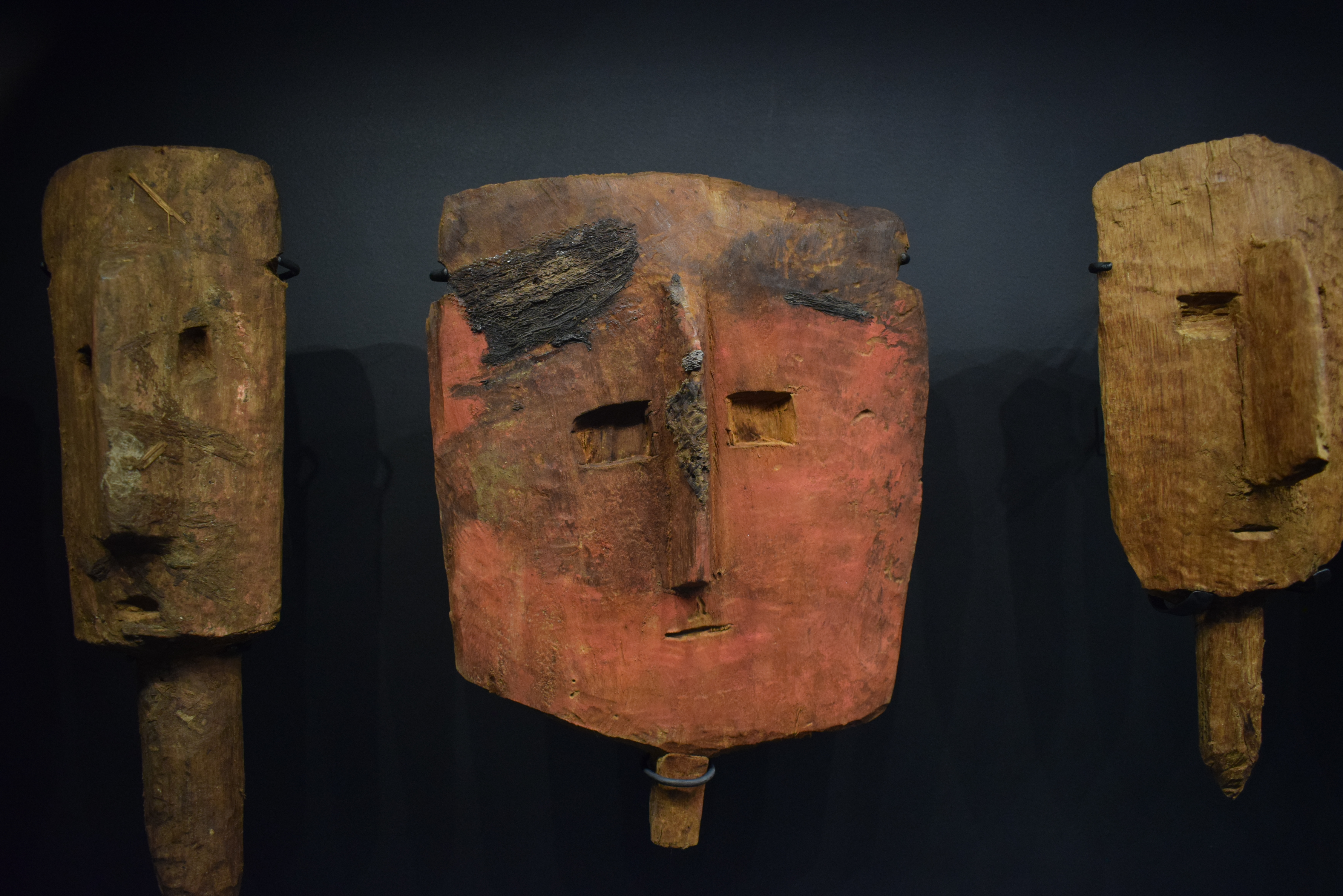
Máscaras funerarias waris en exposición en el Museo de Sitio Pachacámac.

Poco se sabe sobre los detalles de la estructura administrativa wari, ya que no parecían utilizar una forma de registro escrito. En cambio, usaron una herramienta llamada Quipu o "registro de nudos". A pesar de ser más conocido por su uso en la contabilidad inca, muchos estudiosos creen que el primer uso como herramienta de registro ocurrió en Wari. Los arqueólogos, sin embargo, aún confían en una arquitectura administrativa homogénea y evidencia de una estratificación social significativa para ayudar a comprender mejor la compleja jerarquía sociopolítica de Wari.
El descubrimiento a principios de 2013 de una tumba real intacta, en el castillo de Huarmey, ofrece una nueva perspectiva de la influencia social y política de los waris durante este período. La variedad y extensión de los artículos funerarios que acompañan a las tres mujeres reales indican una cultura con una riqueza material significativa y el poder de dominar una parte significativa de la costa norte del Perú durante muchas décadas.
Otro ejemplo de entierros que ayudan a establecer la estratificación social es en la ciudad de Conchopata donde se han encontrado los restos de más de 200 individuos. Esta ciudad se encuentra a unos 10 km de la ciudad capital. Antes de su excavación, se creía que la ciudad era de alfareros, pero los entierros estudiados mostraron que había sirvientes, clase media, élite e incluso quizás reyes o gobernadores bajos ocupando la ciudad. Investigaciones posteriores sobre una selección aleatoria de los entierros del sitio han demostrado que el 26 por ciento de los cráneos adultos masculinos y femeninos estudiados tenían al menos una herida posterior, mientras que solo las mujeres habían sufrido heridas anteriores. Los diferentes niveles de violencia basados en el sexo son evidencia de algún tipo de jerarquía sistemática.
En el manejo económico la sociedad wari no tuvo posesión de la moneda ni el mercado, el estado monopolizó el abastecimiento, producción y distribución de los principales recursos. Además los waris utilizaron varias modalidades de producción, tributación e intercambio, el control de la economía se logró a través del establecimiento de centros administrativos provinciales.
Los waris implementaron el sistema de adjudicación de trabajo. Se piensa que dio origen a la mita. Exigía tributos en trabajo (días de trabajo para el Estado), en donde se repartían las horas y el trabajo a desarrollar, y se lo retribuía con alimento y alojamiento. Esta forma de organización de trabajo luego fue adoptada por los incas.

## Arte

### Arquitectura

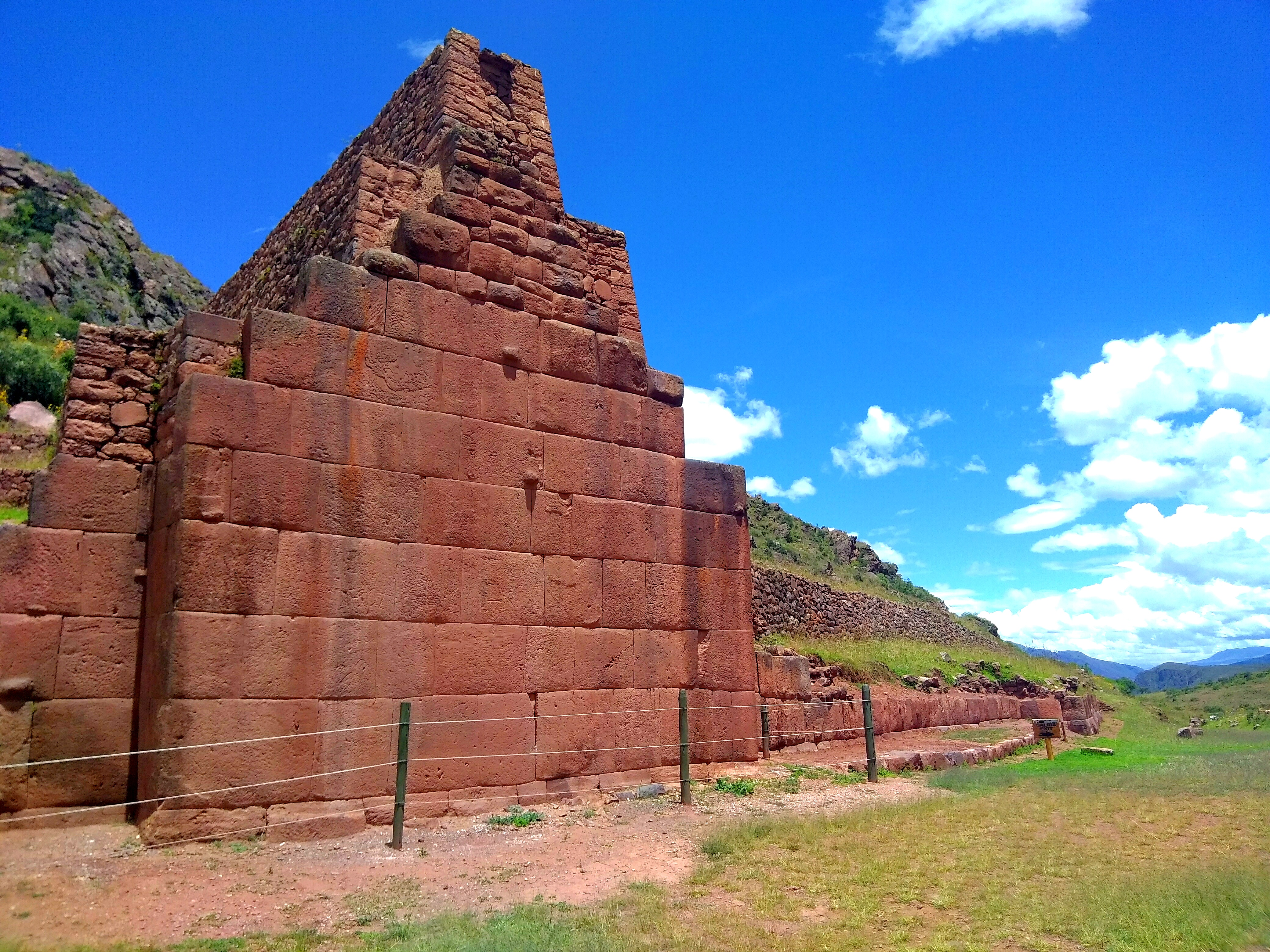
Centro administrativo de Piquillacta, construido por la cultura wari en el Cuzco.

Durante su período de expansión, el estado Wari estableció centros administrativos arquitectónicamente distintivos en muchas de sus provincias, pero a menudo no tenían una planificación formal como muchas otras ciudades andinas. Estos centros son claramente diferentes a la arquitectura de Tiahuanaco, que algunos académicos (como John W. Janusek) creen que fue un estado más federalizado. La arquitectura wari estaba hecha con mayor frecuencia de piedras de campo en bruto que habían sido recubiertas con yeso blanco. Los recintos solían ser rectangulares sin ventanas, con solo unas pocas entradas, y los sitios no tenían un lugar central para que la gente se reuniera para los rituales o las ceremonias. Esto contrasta casi directamente con Tiahuanaco, donde había un plan arquitectónico más abierto que fácilmente podía acomodar a varias personas a la vez. 
Una forma de arquitectura distintiva de los waris fue el uso de estructuras en forma de D. Estas estructuras se usaban comúnmente para templos y eran relativamente pequeñas con solo 10 metros. Usando centros administrativos como sus templos, los wari influyeron mucho en el campo circundante. 
A lo largo del Qhapaq Ñan, se encontraron varios sitios provinciales waris, lo que sugiere que estos usaron una red vial similar. También crearon nuevos campos con tecnología de campo en terrazas, en la que los incas también se inspiraron.

### Textilería

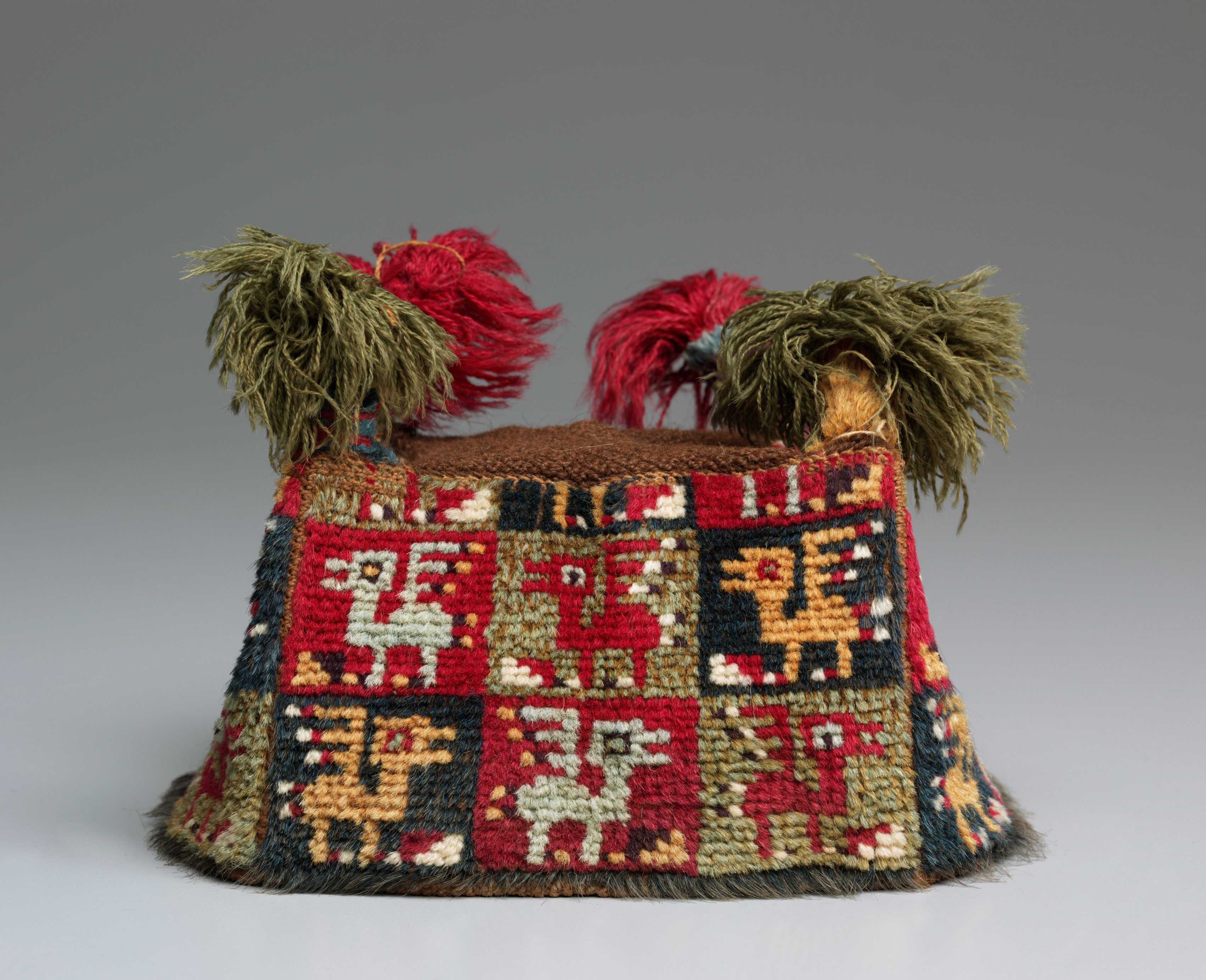
Sombrero wari de cuatro puntas (Museo de Arte de Cleveland).

Los waris son particularmente conocidos por sus textiles, que estaban bien conservados en los entierros del desierto. La estandarización de los motivos textiles sirve como evidencia artística del control estatal sobre la producción de arte de élite en el estado Wari. Los textiles incluyen tapices, sombreros y túnicas para funcionarios de alto rango. Hay entre seis y nueve millas de hilo en cada túnica y, a menudo, presentan versiones muy abstractas de motivos artísticos andinos típicos, como el dios de los báculos. Es posible que estos diseños abstractos sirvieran de "un código misterioso o esotérico para mantener alejados a los sujetos extranjeros no iniciados" y que las distorsiones geométricas hicieran que el pecho del usuario pareciera más grande para reflejar su alto rango.

### Metalurgia
Existen vestigios de trabajos metalúrgicos waris en oro, cobre y bronce, utilizando las técnicas del vaciado, forjado, laminado, martillado y repujado.
Algunos autores sostienen que el trabajo metalúrgico en Wari tuvo antecedentes tiahuanacotas, en cuanto a las técnicas utilizadas; otros sostienen que la metalurgia en Wari tiene sus orígenes en Waywaka, un sitio arqueológico ubicado en Andahuaylas e investigado por Grossman, en donde se encontraron piezas de metal de mucha antigüedad.
Algunos de los trabajos metalúrgicos más complejos de la cultura wari fueron hallados en el sitio de Conchopata por Denise Pozzi-Escot
y analizados por Ríos. Se trataría de un taller metalúrgico dedicado al trabajo del oro y el cobre, cuyo principal producto fueron los «tupus» o «topos», la cantidad de estos «tupus» es abundante en el sitio de Conchopata, pero estos tupus de similares características también fueron encontrados en Huamachuco, Jargampata y Azángaro, por lo cual se piensa que Conchopata fue un centro de producción a gran escala de estos artefactos.

### Cerámica
La cerámica Wari fue una de las expresiones artísticas más importantes de esta cultura, con una fuerte influencia de Tiahuanaco. Se caracterizó por su diversidad de estilos y su uso tanto en contextos ceremoniales como cotidianos.

#### Principales estilos cerámicos Wari
1. Conchopata: Grandes urnas de hasta 80 cm de altura, utilizadas para ofrendas. Presentaban decoraciones con figuras similares a las de la Portada del Sol de Tiahuanaco.
2. Robles Moqo: Vasijas ceremoniales, cántaros y figuras de llamas con motivos geométricos y naturalistas.
3. Chakipampa: Cerámica de uso cotidiano, influenciada por la cultura Nazca. Incluía botellas pequeñas y vasijas modeladas como tubérculos o figuras humanas.
4. Viñaque: Producto de la expansión Wari, combinaba elementos de los estilos anteriores y se encontraba en diversas regiones, como Cajamarca y Sicuani.

#### Características generales
- Uso de colores como blanco, crema, púrpura y gris.
- Representaciones de figuras humanas, animales y elementos geométricos.
- Producción masiva en centros como Conchopata, donde se han encontrado talleres especializados.
- Influencia en la cerámica de culturas posteriores, incluyendo la Inca.

## La ciudad de Wari

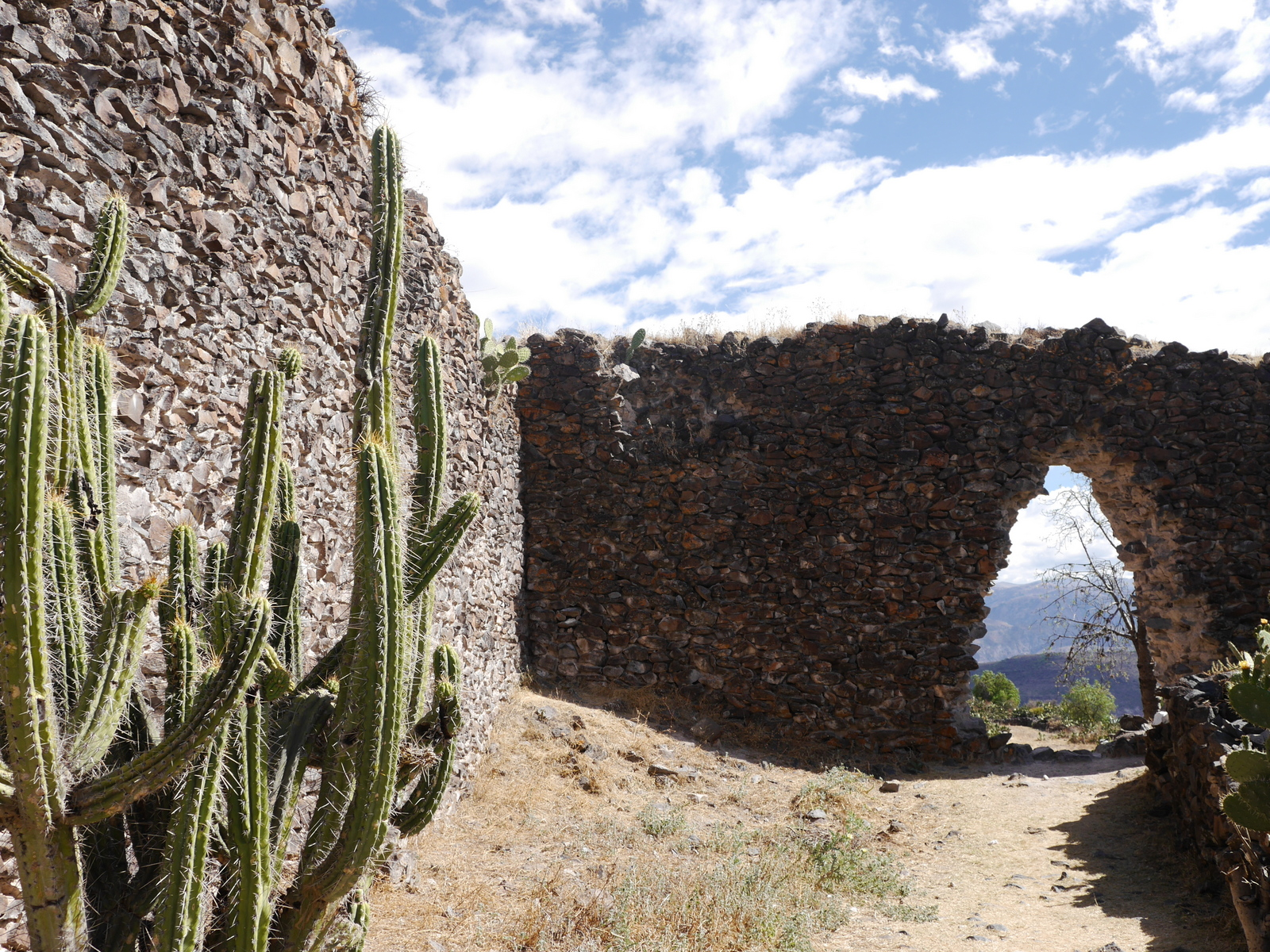
Parte del complejo arqueológico Wari.

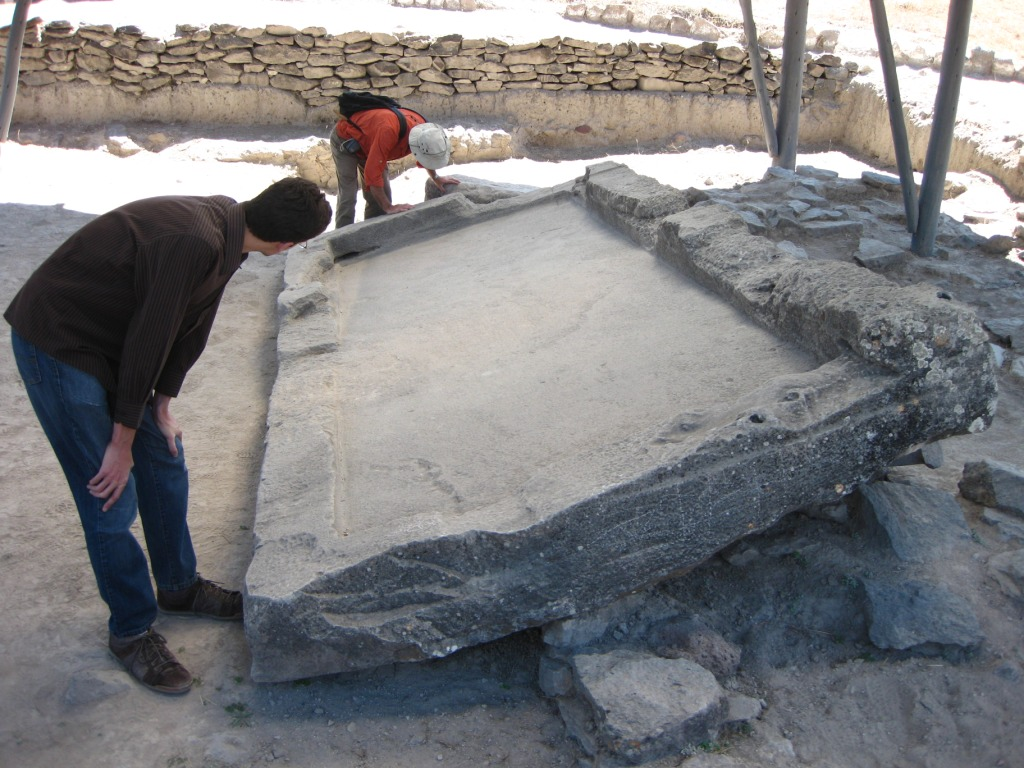
Losa de piedra wari que pudo haber sido utilizada como un lugar para sacrificar llamas o un espejo de agua.

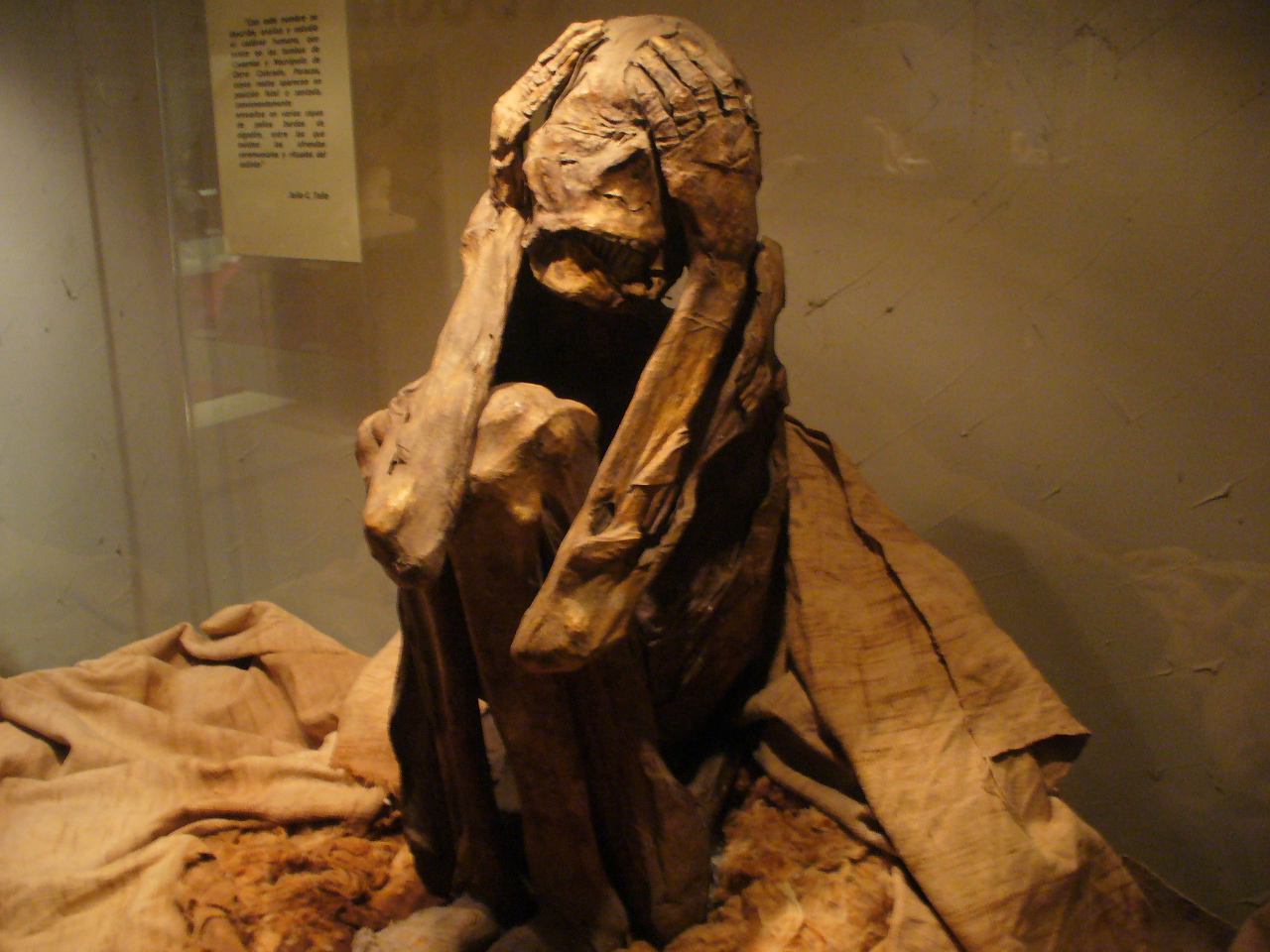
Momia wari en el Museo Antropológico.

La ciudad de Wari fue la capital del estado del mismo nombre. Se encuentra a unos 15 km de la actual ciudad de Ayacucho. El núcleo urbano de Wari alcanzó durante la «época 2» un área de ocupación de unas 2000 hectáreas (su mayor expansión) de la cual quedan como vestigios arqueológicos varias callejuelas con templos amurallados, patios ocultos, tumbas reales y edificios de viviendas de varios pisos que forman actualmente el complejo arqueológico Wari.
La mayoría de los edificios estaban cubiertos de yeso, con lo cual la ciudad resplandecía al sol de las montañas.
A medida que su población fue creciendo (algunos arqueólogos creen que llegó a tener unos 70 000 habitantes),[cita requerida] también creció en importancia como ciudad sede del poder político.
Inicialmente la ciudad debió reducirse a un centro administrativo con funciones políticas y religiosas.
Según la evidencia arqueología, la cultura wari declinó en importancia hacia el 1000 d. C., desconociéndose a ciencia cierta cómo y por qué fue finalmente abandonada.
Ante la baja productividad de la tierra se realizaron importantes obras de canalización y drenaje y sobre todo se crearon terrazas agrícolas que ampliaron notablemente la superficie cultivable.
Estos andenes, construidos en las laderas de los cerros, suelen ubicarse cerca de los complejos urbanos, principales y secundarios, ya que satisfacían las necesidades de consumo de estos.

### Sectores de la ciudad
Varios de los investigadores que han estudiado la cultura wari han dividido la zona central del asentamiento (que abarca 18 kilómetros cuadrados) en 12 diferentes sectores:

#### Monqachayoc
En este sector se encuentran las galerías subterráneas con techos formados por grandes bloques de piedra de una sola pieza y paredes recubiertas con lajas alargadas a manera de enchape, además de unos tubos labrados en piedras que se sospecha fueron usados para el transporte de agua a la ciudad. Era utilizado con fines funerarios ya que presenta mausoleos, galerías subterráneas, un patio hundido y fosas. El principal hallazgo de este sector fue un mausoleo construido con piedras finamente labradas que constituyen compartimientos orientados hacia un espacio central a una profundidad de 8 metros dentro una estructura arquitectónica en forma de “D”. Lamentablemente, ninguna de las tumbas develadas hasta el momento ha sido encontrada intacta.
Vegachayuq Mogo
Es una de las áreas ceremoniales más importantes de Wari. El hallazgo de una arquitectura especial, sin precedentes en la zona a mediados de marzo de 2015, lleva a pensar en una probable capital de la cultura huarpa.

#### Capillapata
Sector formado por grandes muros dobles de entre 8 y 12 metros de altura.
En la base tiene un ancho de 3 metros y en la cima entre 0,80 y 1,20 m, alcanzando 400 m de largo.
Estos muros forman grandes cercados o 'canchones'.

#### Turquesayoc
Llamado así por la presencia de restos de turquesa, sea en cuentas de collar o pequeñas esculturas.
Debido a la alta concentración de este material se cree que en este sector estuvieron los talleres dedicados al trabajo de este material.

#### La Casa de Blas
Por toda el área se encuentran desperdigados abundantes restos de artefactos líticos, como puntas de proyectil, punzones y pedernales.
La principal materia prima era la obsidiana, el pedernal y la pelvis de cuy.

#### Canterón
Llamado así porque se presume que este sector fue usado como cantera.

#### Ushpa Qoto
Edificios diversos cercanos a una plaza. Tres murallas grandes corren de forma paralela, estructuras semicirculares y ambientes subterráneos.

#### Robles Moqo
Esta área presenta tiestos de cerámica y artefactos líticos fragmentados. Un estilo de cerámica característico de wari toma el nombre de Robles Moqo, ya que fue aislado tomando en cuenta los fragmentos hallados en este sector por un guía local de apellido Robles.

#### Campanayoq
Recintos circulares y trapezoidales. Están en mal estado de conservación, totalmente derruidos, solo se pueden identificar los cimientos.

#### Trankaqasa
16 petroglifos grabados en piedra. Se labraron surcos sobre superficies planas que luego fueron ligeramente pulimentadas. Se representan líneas concéntricas, volutas, serpientes, círculos y figuras geométricas.

#### Ushpa
En ese lugar se han encontrado figuras humanas moldeadas que delatarían áreas específicas de servicios, talleres y almacenes.

#### Gálvezchayoq
Cavidad circular de 11 metros de diámetro y 10 de profundidad, excavada intencionalmente.
En el interior dos túneles cuidadosamente excavados tienen orientación norte y sur respectivamente.

#### Churucana
Muros similares a los de Capillapata forman recintos trapezoidales y rectangulares.

## Sitios provinciales de la cultura wari

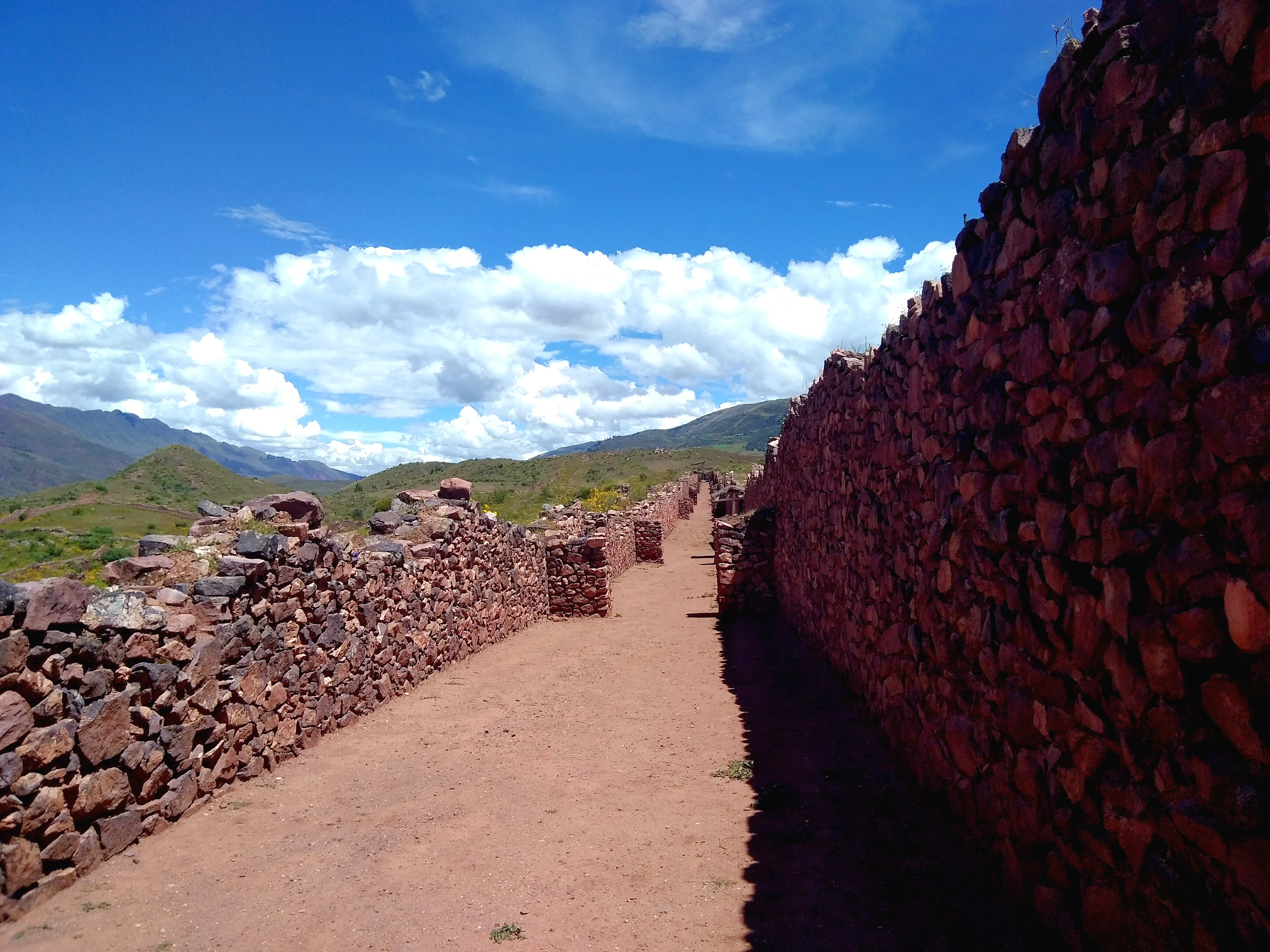
Vista de un sector de Piquillacta.

Otros centros provinciales de los waris fueron:
- Ichabamba
- Wiracochapampa
- Honcopampa
- Huilcahuaín
- Huarihuilca
- Chimú Cápac
- Socos
- Pachacámac
- Maymi
- Pacheco
- Atarco
- Azángaro
- Conchopata
- Jargampata
- Vista Alegre
- Palestina
- Jincamoqo
- Piquillacta
- Cerro Baúl
- Espíritu Pampa (Vilcabamba).

### Castillo de Huarmey

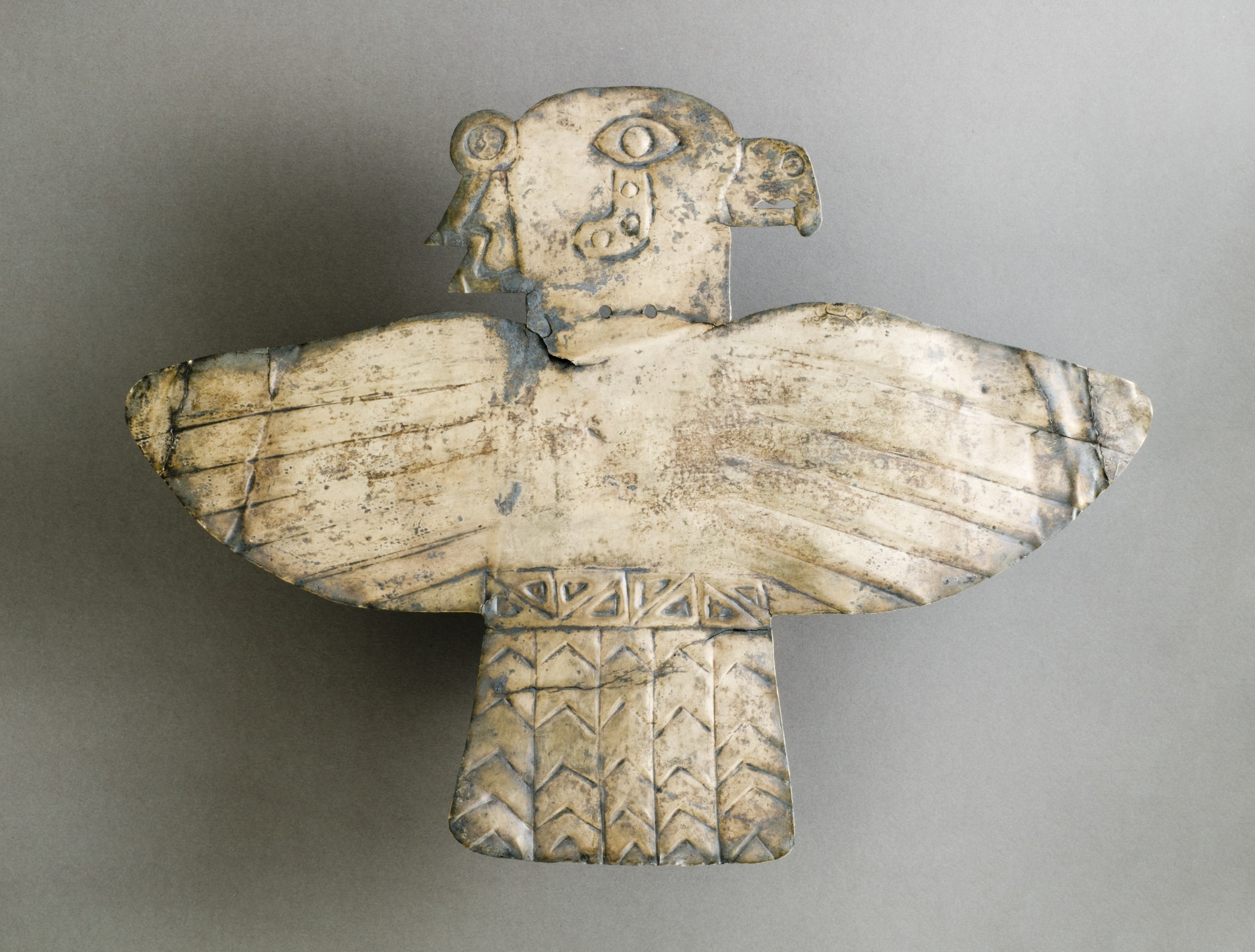
Placa wari en forma de cóndor (600-900).

En septiembre de 2012, los arqueólogos procedieron a excavar entre los escombros que aún quedaban en la parte más alta de la pirámide escalonada. Al limpiar los pozos de los huaqueros notaron que en el fondo se extendía una capa de ripio (piedras pequeñas) de aproximadamente 100 cm de grosor. Se procedió a retirar esa capa, cuyo peso total fue de unas 33 toneladas. Debajo encontraron seis esqueletos humanos que serían ofrendas humanas, pero el momento cumbre fue cuando apareció la cámara funeraria con un rico ajuar, la primera de la cultura wari hallada intacta. Dicha cámara funeraria mide 4.5 m de largo, 3.5 de ancho y 1.5 de profundidad, y guardaba 57 fardos con osamentas en posición sentada. En el lado norte de la misma cámara se hallaron tres pequeñas tumbas que corresponderían a mujeres de la nobleza wari. Todas ellas tenían joyas que demostraban su nivel social, pero la del centro parecía tener mayor importancia que las demás. Serían probablemente las esposas principales. Las demás osamentas, en número de 57, serían de otras damas nobles, quizá las esposas secundarias o miembros de la corte, enterradas conjuntamente.
Se hallaron también asociados diversos objetos, como orejeras de oro, plata y de otras aleaciones metálicas, recipientes de cerámica, objetos de piedra tallada, cuchillos ceremoniales, un quero de piedra de Huamanga, agujas, ovillos de colores, entre otros, haciendo un total de 1200 objetos en buen estado de conservación, de inconfundible estilo wari. Todos estos hallazgos se dieron a conocer en junio de 2013.

## El Señor de Wari
Es un hallazgo arqueológico dado a conocer en febrero de 2011. En efecto, en Espíritu Pampa, distrito de Vilcabamba, provincia de La Convención, departamento del Cuzco, se encontró un complejo funerario en cuya tumba principal, perteneciente a un dignatario del Imperio wari, se hallaron un pectoral, una máscara de plata, 223 cuentas del mismo metal, 17 piezas de oro y más de 100 piezas de cerámica.
El hallazgo del Señor Wari de Vilcabamba ha sido comparado en importancia con la del Señor de Sipán.